# Hatsashen
Hatsashen ou Haçashen (en arménien Հացաշեն ; jusqu'en 1978 Sabunchi) est une communauté rurale du marz d'Aragatsotn, en Arménie. Elle compte 240 habitants en 2009.